# لورين بريتشارد
لورين بريتشارد (بالإنجليزية: Lauren Pritchard)‏ هي ممثلة أمريكية، ولدت في 17 يونيو 1977 في أورلاندو في الولايات المتحدة.

## وصلات خارجية
- لورين بريتشارد على موقع IMDb (الإنجليزية)
- لورين بريتشارد على موقع ألو سيني (الفرنسية)
- لورين بريتشارد على موقع قاعدة بيانات الفيلم (الإنجليزية)